# ヌーシャテル・ブードリー・コルタイヨ地域鉄道HG2形蒸気機関車

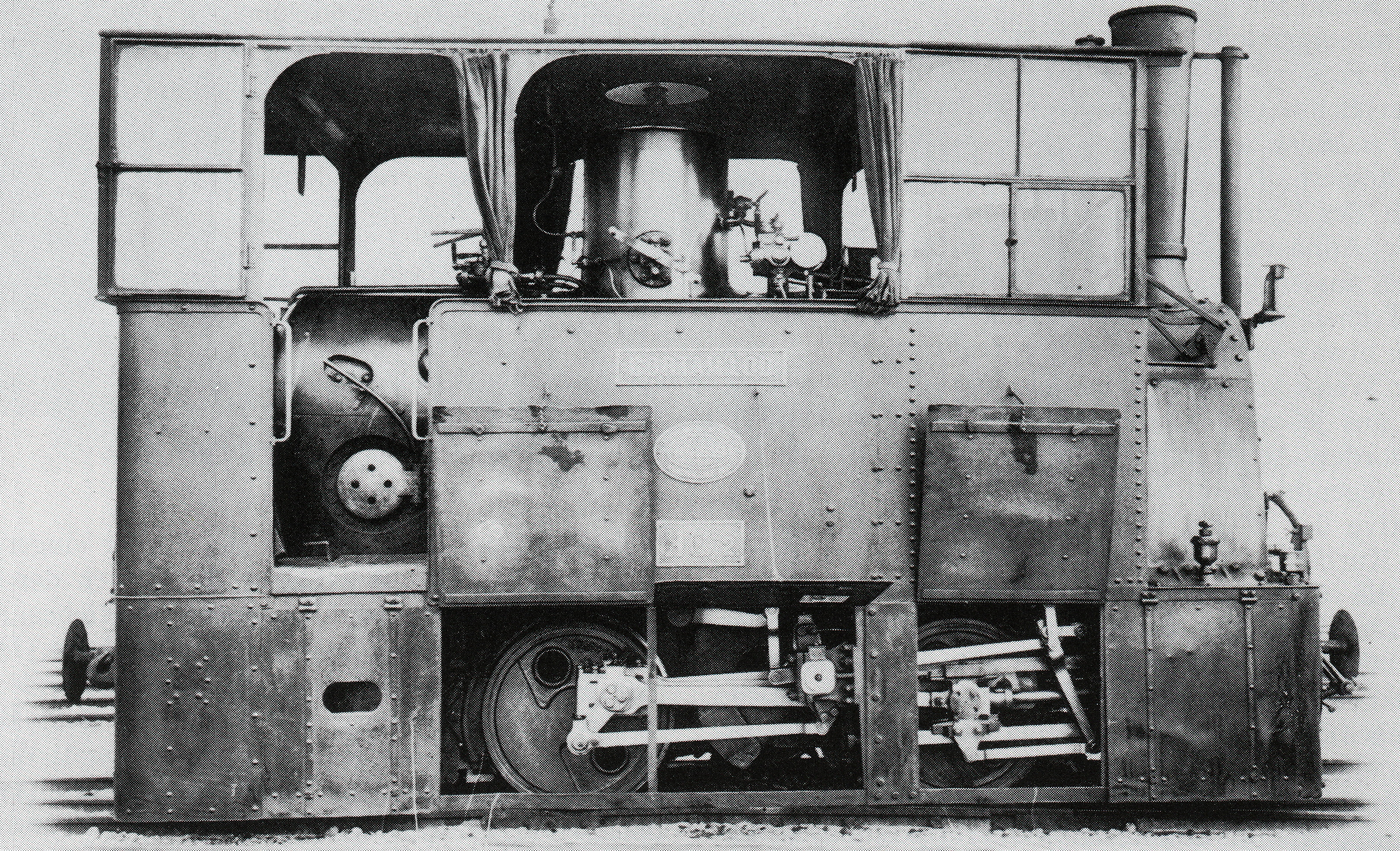
クラウス製のHG^{2} 2号機、2軸の動軸の間にラック式の駆動軸が設けられている、1900年前後

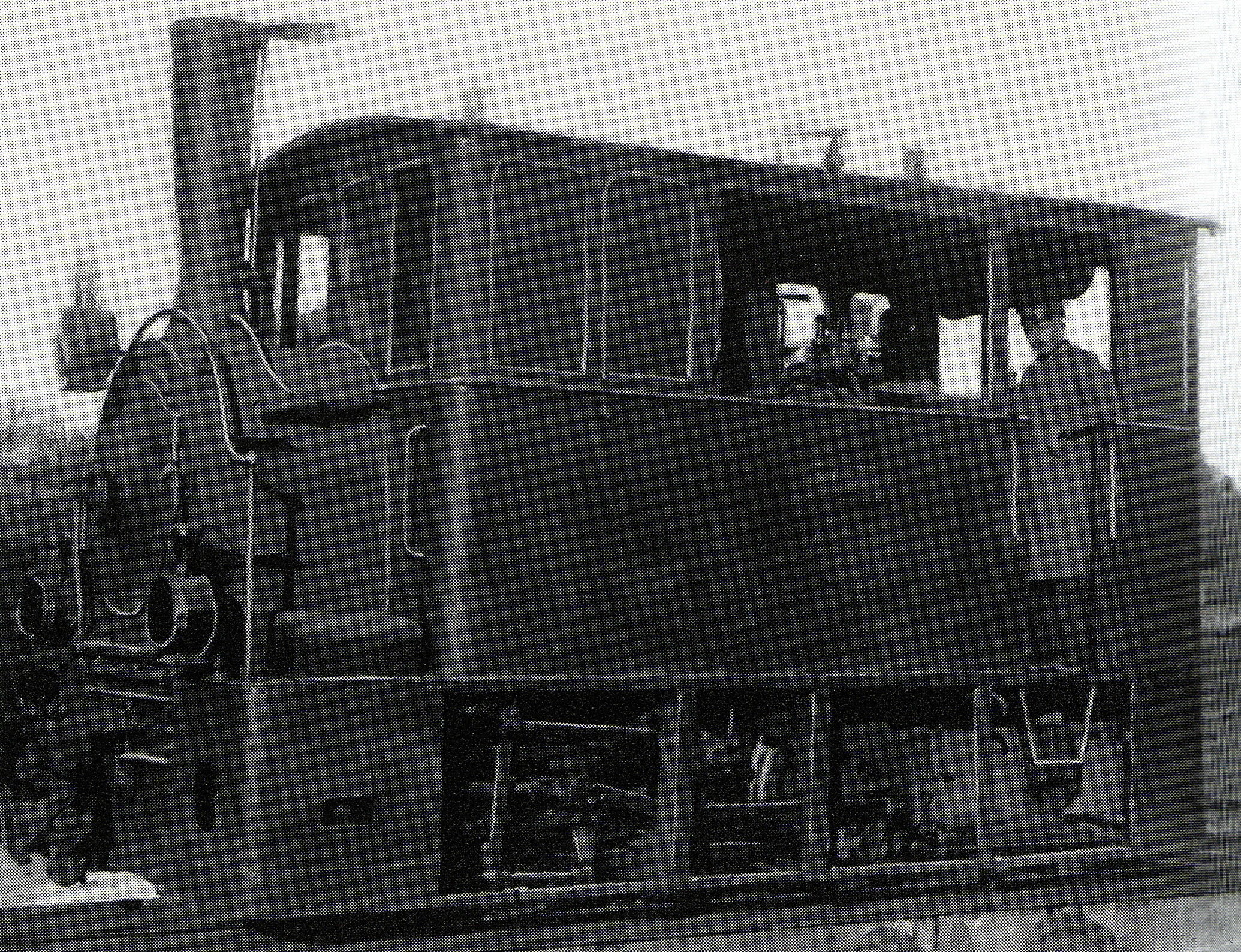
増備にあたって製造がアーノルト・ユンクとなり、若干ボイラー容量が増したHG^{2} 4号機、1900年前後

ヌーシャテル・ブードリー・コルタイヨ地域鉄道HG2形蒸気機関車（ヌーシャテル・ブードリー・コルタイヨちいきてつどうHG2がたじょうききかんしゃ）は、スイス北西部ヌーシャテルのヌーシャテル・ブードリー・コルタイヨ地域鉄道（Chemin de fer régional Neuchâtel–Cortaillod–Boudry （NCB））のHG2形として製造され、同鉄道およびその後身であるヌーシャテル軌道（Compagnie des Tramways de Neuchâtel （TN））で使用されたラック式蒸気機関車である。なお、HG2形という形式名はHG2 1号機、HG2 2号機、HG2 4号機を便宜的に総称した形式名である。

## 概要
現在ではヌーシャテル地域交通が運営する、通称リットラル・ヌーシャテル公共交通の5系統は、1892年にヌーシャテル・ブードリー・コルタイヨ地域鉄道により1000mm軌間、非電化の路面軌道として開業した路線である。この路線は、9月16日にエヴォル - ブードリーまでが開業し、その後同年12月24日にジュラ-シンプロン鉄道のヌーシャテル駅 - エヴォル間が開業した11.07kmの路面軌道であるが、このうち586mの区間は最急勾配86パーミルのリッゲンバッハ式ラック式鉄道区間として建設されていた。
このヌーシャテル・ブードリー・コルタイヨ地域鉄道では、開業にあたって使用する機材としてラック式/粘着式兼用の蒸気機関車と粘着式の蒸気機関車とを並行して導入することして、1892年にドイツのクラウス製のラック式/粘着式兼用のHG2 1および2号機と粘着式のG2 3号機が導入されている。その後1895年にラック式/粘着式兼用のHG2 4号機が製造メーカーを同じくドイツのアーノルト・ユンクに変更して増備され、1898年には粘着式のG2 5号機がこちらは同じくクラウス製でG2 3号機を若干拡大した準同型機として増備されている。なお、スイスでは後の時代には機関車の製造はスイス国内のSLMにほぼ一本化されているが、1900年前後のこの当時はまだSLM製の機体とドイツなどの他国製の蒸気機関車が並行して導入されており、ヌーシャテル・ブードリー・コルタイヨ地域鉄道においても小型機を得意とするクラウスおよびアーノルト・ユンクが製造した機体が導入されたものである。また、当時は急勾配の路面軌道において、このヌーシャテルやイタリアのナポリで蒸気機関車牽引の路面軌道が敷設されたほか、電車による運行でもいくつかの事例がみられたが、その後敷設された路線ではラック式とはせずに粘着式のままでも相応の勾配に対応できる実績が積まれており、スイス国内でも約90-110パーミル、スイス国外ではオーストリア、リンツのペストリンクベルク鉄道では116パーミル、ポルトガルのリスボンの路面電車が135パーミルを運行するに至っている。
ラック式鉄道で使用される蒸気機関車は、粘着式とラック式双方のピストンや弁装置などの駆動装置を別個に装備する機体と、粘着動輪径とラックレール用ピニオンの有効径を同一としたり、径が異なる場合でも歯車装置を併用をして動輪とピニオンの周速を同一とする設計として、これらを同一の駆動装置で駆動する機体とがあるが、本形式は構造が単純で、当時標準的であった後者の設計となっており、加えて路面機関車として箱型車体を持ち、巻込み防止のため走行装置をカバーで覆ったデザインとしていたこともあり、外観上からはラック式であることがほとんどわからない形態となっていた。なお、本形式の方式は、動輪のタイヤの摩耗度合により、動輪とピニオン間に周速の差が発生して駆動装置やタイヤ面に負荷が発生することとなり、また、動輪とピニオンの径や双方の牽引力の分担割合を設計上で自由に設定できないが、本形式のような小型機ではこれらの事項はさ程大きな問題にはならず、1890年代以降、中・大型のラック式蒸気機関車では粘着式駆動装置とラック式駆動装置を別個に装備する機体がほとんどとなっていたが、小型機に関しては引続き本形式と同様の方式の機体も使用され続けていた。
本形式のそれぞれの機番と製造所、製番、製造年、機体名は下記の通りである。
- 1 - クラウス - 2618 - 1892年 - NEUCHÂTEL
- 2 - クラウス - 2619 - 1892年 - CORTAILLOD
- 4 - アーノルト・ユンク - 201 - 1895年 - COLOMBIER

## 仕様

### 走行装置・ボイラー・その他
- 主台枠は鋼板による内側台枠式の板台枠、ボイラ台とシリンダブロックは鋳鉄製で、動輪を車軸配置Bに配置しており、動輪は790mm径でクラウス製のHG2 1、2号機は軽量穴付のプレート車輪、アーノルト・ユンク製のHG2 5号機はスポーク車輪となっている。ラック方式はラダー式ラックレール1条のリッゲンバッハ式で、軸距1600mmの第1動輪と第2動輪間のほぼ中央の主台枠内側に有効径796mmのラック区間用ピニオン1軸を装備して車軸配置をBzとしている。このピニオン軸は、両端に設けられたクランクを主動輪である第2動輪から、第1動輪とともにサイドロッドで駆動されており、また、ピニオンが併用軌道走行時に路面に接触したり、同じく分岐器通過時にレールに接触しないように動輪の車軸中心よりもピニオンの車軸中心が上方に設置されている。
- シリンダは2シリンダ単式で、左右台枠外側にほぼ水平に配置され、弁装置はワルシャート式となっているが、併用軌道における巻込防止のために通常はシリンダ部も含め床下の全面を覆う取外式カバーを装備して運行されている。
- ボイラーは全伝熱面積が33.1m2（HG2 1、2号機）もしくは43.4m2（HG2 4号機）の飽和蒸気式であり、ボイラー横部で運転操作を行うため、火室焚口は火室の側面に設けられ、石炭はキャブ後方の炭庫へ、水はボトムタンク式の水タンクへ搭載されているほか、加減弁ハンドルは蒸気溜横部に設置され、計器類や他のハンドル類もその近くに設置されている。
- 車体はヨーロッパのスチームトラムとしては一般的な切妻式の箱型のものであるが、多くの機体では完全に車体内に設置されるか、車体前面と煙室扉が同一面となるよう設置されているボイラーの煙室部分が、本形式では車体外部に設置され、かつシリンダにつながる煙室下部左右のデザインがクラウス製蒸気機関車の特徴である直線的な裾広がりの形状となっていることが特徴となっており、これらは同じクラウスで製造されたウィーン市電[10]のスチームトラムや、王立バイエルン邦有鉄道のPtL2/2型（通称グラスカステン）[11]と類似のものとなっている。また、同じく、他の多くのヨーロッパのスチームトラムでは、屋台形式で窓ガラスが無かったり、一部にのみ通常の鉄道車両と同様の窓が設置されるが、製造当初は屋台形式であったクラウス製のHG2 1、2号機にはその後車体前後および側面前後隅部に細い鉄枠の格子状のガラス窓が設置され、側面中央部には横引式のカーテンが設置されていることも特徴となっている。なお、このうち前後正面のものは2分割式の横引窓、側面のものは一部のみ横引式に開閉する固定窓となっている。
- このほか、煙突は細長い形状のパイプ煙突、機関車正面には煙突前部に1箇所とデッキ上左右、後部は妻面の上部と下部左右の各3箇所に丸型の引掛式オイルランプが前照灯として使用時のみ設置されている。また、連結器は緩衝器を中央、その左右にフックとリングを装備したねじ式連結器となっており、併せて真空ブレーキ用の連結ホースを装備している。ブレーキ装置は手ブレーキ及び真空ブレーキで、基礎ブレーキ装置は粘着動輪は動輪に片押式の踏面ブレーキが設置されてサイドロッド経由でラック用ピニオンにも作用するほか、片側の動輪の車軸に有効径700mmのブレーキ用ピニオンが滑合されており、こちらにもブレーキが作用する。

### 主要諸元
- 軌間：1000mm
- 方式：2シリンダ、飽和蒸気式タンク機関車
- 軸配置：Bz
- 固定軸距：1600mm
- 動輪径：790mm
- ピニオン有効径：796mm
- ブレーキピニオン有効径：700mm
- 最高速度：粘着区間25km/h、ラック区間10km/h[12]
- ブレーキ装置：手ブレーキ、真空ブレーキ

| HG2 1および2号機（クラウス製） - 全長：約4500mm - 自重：自重/運転整備重量：約15t/18t - ボイラー - 火格子面積全伝熱面積：0.50m2/33.10m2 - 使用圧力：14kg/cm2 - 煙管長：2500mm - 煙管数：小煙管83本 - 駆動装置 - シリンダ：240mm×400mm（径×ストローク） - 弁装置：ワルシャート式 - 牽引トン数：21t（列車トン数39t） - 水搭載量：1m3 - 石炭搭載量：0.5t | HG2 4号機（アーノルト・ユンク製） - 全長：4700mm - 自重：自重/運転整備重量：16.7t/19.7t - ボイラー - 火格子面積全伝熱面積：0.73m2/43.40m2 - 使用圧力：15kg/cm2 - 煙管長： - 煙管数： - 駆動装置 - シリンダ：390mm×400mm（径×ストローク） - 弁装置：ワルシャート式 - 牽引トン数：21t（列車トン数42t） - 水搭載量： - 石炭搭載量： |

## 運行・廃車
- ヌーシャテル・ブードリー・コルタイヨ地域鉄道は、スイス北西部のヌーシャテル湖北岸のヌーシャテルから、近郊のブードリーおよびコルタイヨ間を結ぶ路面軌道線であり、ヌーシャテル市内など都市部では道路上を走行する併用軌道、近郊区間では専用軌道となっており、ヌーシャテル駅 - ブードリー間10.24kmの路線と、途中アレウスから分岐してコルタイヨに至る0.83kmのいずれも1000mm軌間、非電化の路面軌道である。この路線のうち、高台にあるジュラ-シンプロン鉄道のヌーシャテル駅からヌーシャテル湖畔のヌーシャテル港までの区間は急勾配を伴う路線となっており、このうち586mの区間が最急勾配86パーミルのリッゲンバッハ式ラック式区間となっており、粘着区間では最急勾配26パーミルとなっていた。本鉄道のリッゲンバッハ式のレールは15mm厚の山形鋼2本を95mm間隔で配置し、その間にラックとして長辺45mm、短辺27mm、高さ36mmの台形断面の鋼材を80mm間隔で設置したものであり、通常溝形鋼を使用するところを、併用軌道において障害とならないよう山形鋼を使用し、また、山形鋼上面とラックとなる鋼材の上面が平面となるようになっていた。本鉄道では1892年9月16日の開業にあたり、本形式を含め以下の機材が用意されている。
  - 粘着式/ラック式兼用蒸気機関車：2機（HG2 1および2号機（本形式））
  - 粘着式蒸気機関車：1機（G2 3号機）
  - 客車：2軸ボギー2等/3等合造車2両（BC 1-2号車）、2軸2等/3等合造車4両（BC 5-8号車）
  - 貨車：2軸荷物車2両（F 11-12号車）、2軸有蓋車4両（K 15-18号車）、2軸無蓋2車両（L 21-22号車）、2軸平物車2両（M 26-27号車）
- その後順次機材の増備がなされ、1895年には本形式の増備としてHG2 4号機が、後述の一部電化後の1898年には粘着式専用機であるG2 5号機が増備されたほか、1894年には客車2両、1897年には貨車6両が増備されており、本形式はヌーシャテル・ブードリー・コルタイヨ地域鉄道の全線で客車および貨車を牽引して運行されていた。
- 1898年にはラック式であった586mの区間を粘着式に改めるとともに、ヌーシャテル駅 - ヌーシャテル港 - エヴォル間のみ電化がなされてCe2/2 1-3形電車およびこれと編成を組む2軸ボギー客車のC 2-3号車が運行されるようになったため、本形式はこの区間では運行されなくなるとともにラック式駆動装置も使用されなくなり、G2 3号機およびG2 5号機と共通で運行されるようになった。これに合わせ同年にはHG2 4号機がSLMにてラック式駆動装置の撤去とボイラーの換装工事を実施しており、改造後は粘着式専用機として運行されている。一部区間電化のこの当時は電化されたヌーシャテル駅 - ヌーシャテル港 - エヴォル間の市内線の区間列車と、ヌーシャテル港 - ピュリー広場 - エヴォル - コルタイユおよびブードリー間の近郊区間のスチームトラム牽引の区間列車とに運行が分かれていた。
- 一方、ヌーシャテルでは市内線として1894年にヌーシャテル・セントブレーズ鉄道[16]が開業して1897年にはヌーシャテル軌道[17]に社名変更していたほか、その後1910年に近郊路線のヌーシャテル・ショーモン鉄道[18]が、1890年にケーブルカーのエクルーズ・プラン線[19]が開業していた。ヌーシャテル・ブードリー・コルタイヨ地域鉄道は1901年にヌーシャテル軌道に統合され、その後1943年にかけて順次同軌道に統合されていったが、本形式は引続きヌーシャテル・ブードリー・コルタイヨ地域鉄道の非電化路線で運行されていた。
- HG2 4号機は1901年に廃車となって、スイス西部のブーレ-ロモン鉄道[20]に譲渡され、G2/2 4号機として建設工事用機関車として使用された後、モンテイ-シャンペリ-モルジャン鉄道[21]の建設工事にも使用され、1929年に廃車となっている。
- 1902年には旧ヌーシャテル・ブードリー・コルタイヨ地域鉄道の全線が直流600Vで電化され、電車による運行に切り替えられたため、本形式のうち残存していたHG2 1、2号機はG2 3、5号機とともに定期運用を外れている。その後1902年にHG2 1、2号機はG2 3、5号機とともに当時オスマン帝国であった、現在のシリアのダマスカスからアレッポに至る鉄道路線の建設用として譲渡され、ベイルート-ダマスカス鉄道に接続するリヤックからバグダード鉄道に接続するアレッポに至る1435mm軌間の鉄道の建設に使用されたものとされているが、詳細は不明となっている。
- なお、ヌーシャテルの市内線は順次トロリーバスに転換されており、本形式が運行されていた旧ヌーシャテル・ブードリー・コルタイヨ地域鉄道についても市内のヌーシャテル駅 - ピュリー広場間が廃止となり、インターアーバンの路線としてピュリー広場以降が運行されていたが、1984年には支線であるアレウス - コルタイヨ間がバスに転換されて廃止となっており、現在ではピュリー広場 - ブードリー間の8.86kmの運行となっている。